# Pascal Sébah
Pascal Sébah (Estanbul, 1823 – Estanbul, 25 de junio de 1886) fue un fotógrafo otomano que vivió en Estambul y El Cairo. Conocido sobre todo por su prolífica fotografía de Anatolia, Egipto y Grecia, fundó el estudio que más tarde se convertiría en Sébah & Joaillier.

## Biografía
Pascal Sébah nació en 1823 en Estambul, entonces capital del Imperio otomano, de padre sirio y madre armenia.
Inicialmente trabajó en colaboración con el fotógrafo francés Henri Bechard. Tras recibir medallas en la Exposición Internacional de París, decidió abrir su propio estudio de fotografía en Constantinopla en 1857. Su estudio era conocido como «El Chark» (que significa «El Oriente»), situado en el 439 Grande Rue de Pera, en el centro de la ciudad y cerca de las embajadas y hoteles donde se reunían los turistas.

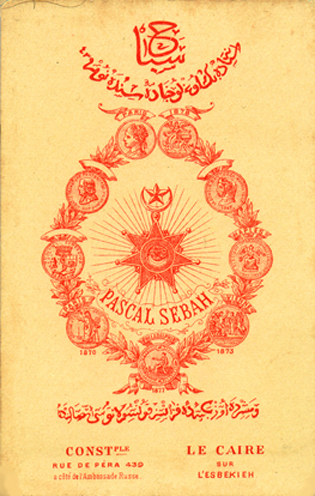
Sello del estudio de fotografía de Pascal Sébah

Inicialmente produjo fotografías principalmente para turistas. En la segunda mitad del siglo XIX, los viajes turísticos a Egipto habían creado una fuerte demanda de fotografías como recuerdos. Sébah formó parte de un grupo de fotógrafos pioneros de Constantinopla y El Cairo que aprovecharon esa demanda. Entre estos fotógrafos pioneros se encontraban Félix Bonfils (1831-1885); Gustave Le Gray (1820-1884), los hermanos Henri y Emile Bechard; los hermanos británico-italianos Antonio Beato (c. 1832–1906) y Felice Beato y los hermanos griegos Zangaki. En 1873 logró abrir un segundo estudio en El Cairo. Ese mismo año expuso en el pabellón otomano de la Exposición Universal de Viena (Austria).
Estableció una valiosa relación de trabajo con el pintor y arqueólogo turco Osman Hamdi Bey, tomando fotografías como parte de la preparación del artista y en las que experimentó con la luz y la sombra. A su vez, Hamdi Bey seleccionó a Sébah para ilustrar su texto sobre los trajes populares usados por los turcos y otras etnias, titulado Les Costumes Populaires de la Turkey en 1873: obra publicada bajo el patrocinio de la Comisión Imperial Otomana para la Exposición Universal de Viena y publicada en 1873.
Tras su muerte, el 25 de junio de 1886, su estudio siguió funcionando bajo la dirección de su hermano, Cosmi, y en 1888 Polycarpe Joiallier se convirtió en socio. En esa época, la empresa pasó a llamarse Sebah & Joaillier. Su hijo, Jean Pascal Sébah, también se unió a la empresa en 1888 y se hizo cargo del estudio junto con otros fotógrafos. La firma se ganó la reputación de ser la principal representante de la fotografía orientalista y en 1889 fue nombrada Fotógrafo por nombramiento de la Corte Prusiana. El taller de Sébah continuó funcionando, de una forma u otra, hasta 1952 en la misma dirección y luego se trasladó a otra dirección, hasta su cierre definitivo en 1973.
Sébah, quien era católico sirio, fue enterrado en el cementerio católico latino de Feriköy, en Estambul. Su hijo, Jean Pascal Sébah, también está enterrado allí.

## Ilustraciones para el libroLes Costumes Populaires de la Turkey en 1873

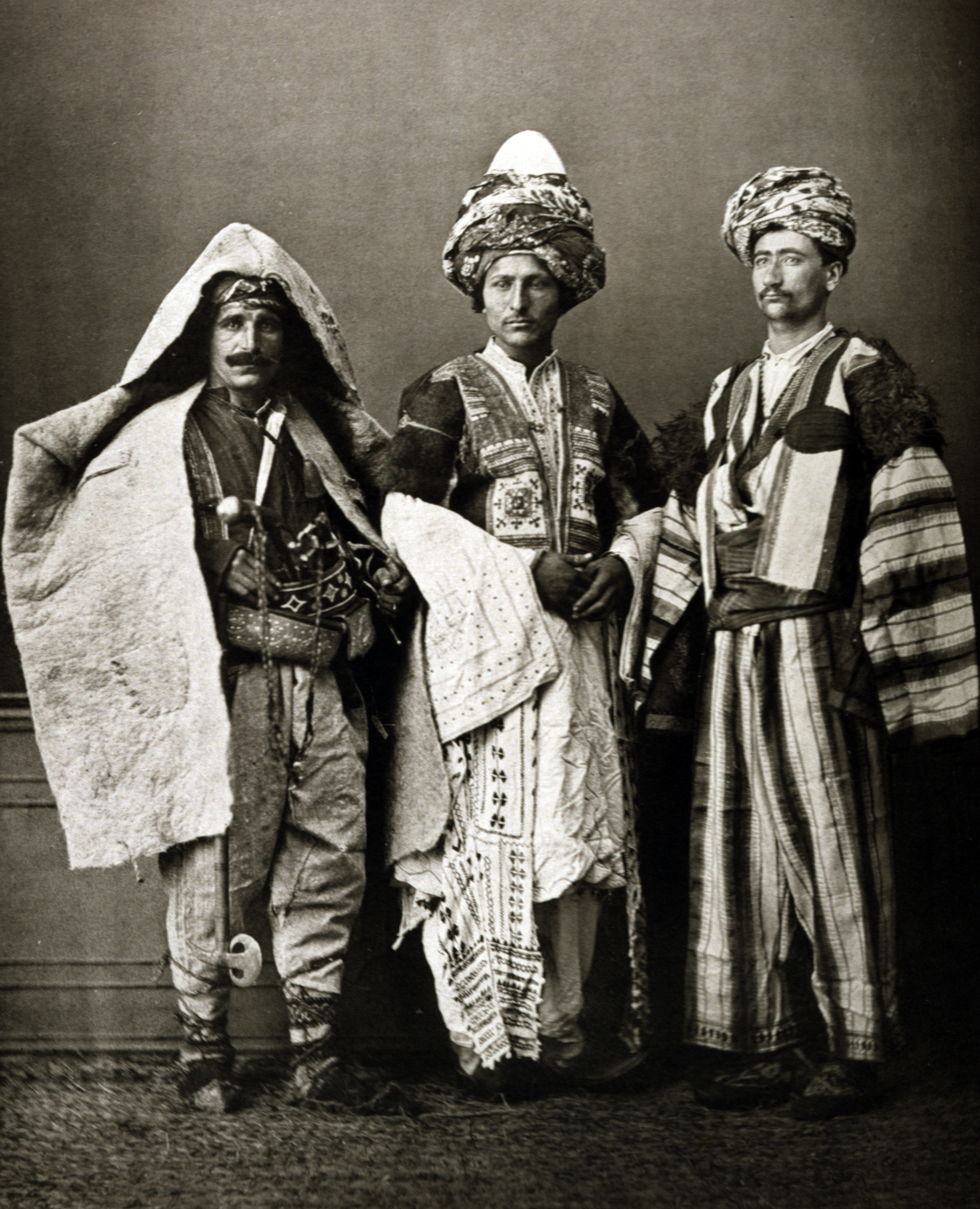
Dos kurdos y un clérigo ortodoxo.
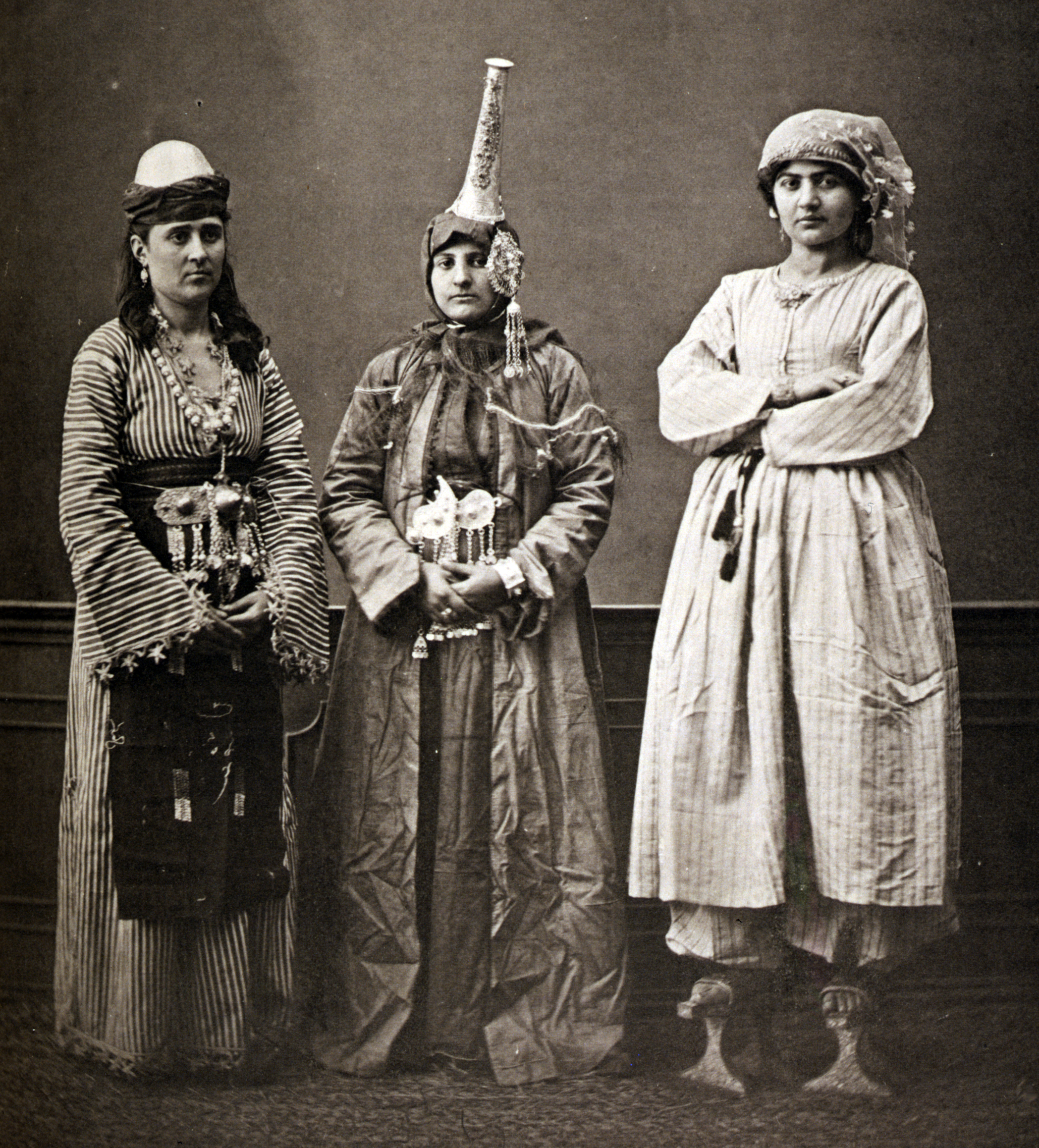
Moda de Damasco
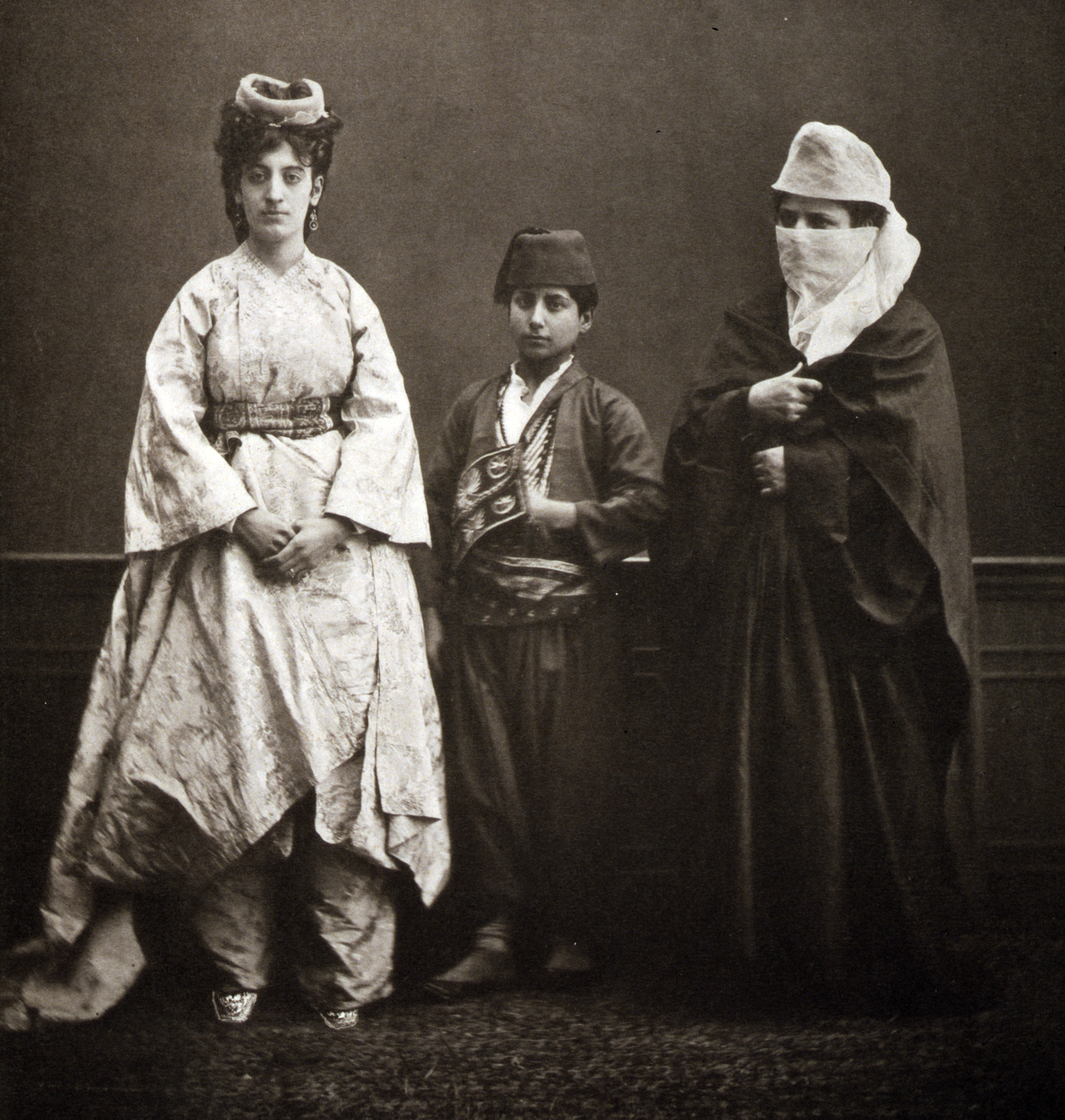
Mujeres turcas de Constantinopla
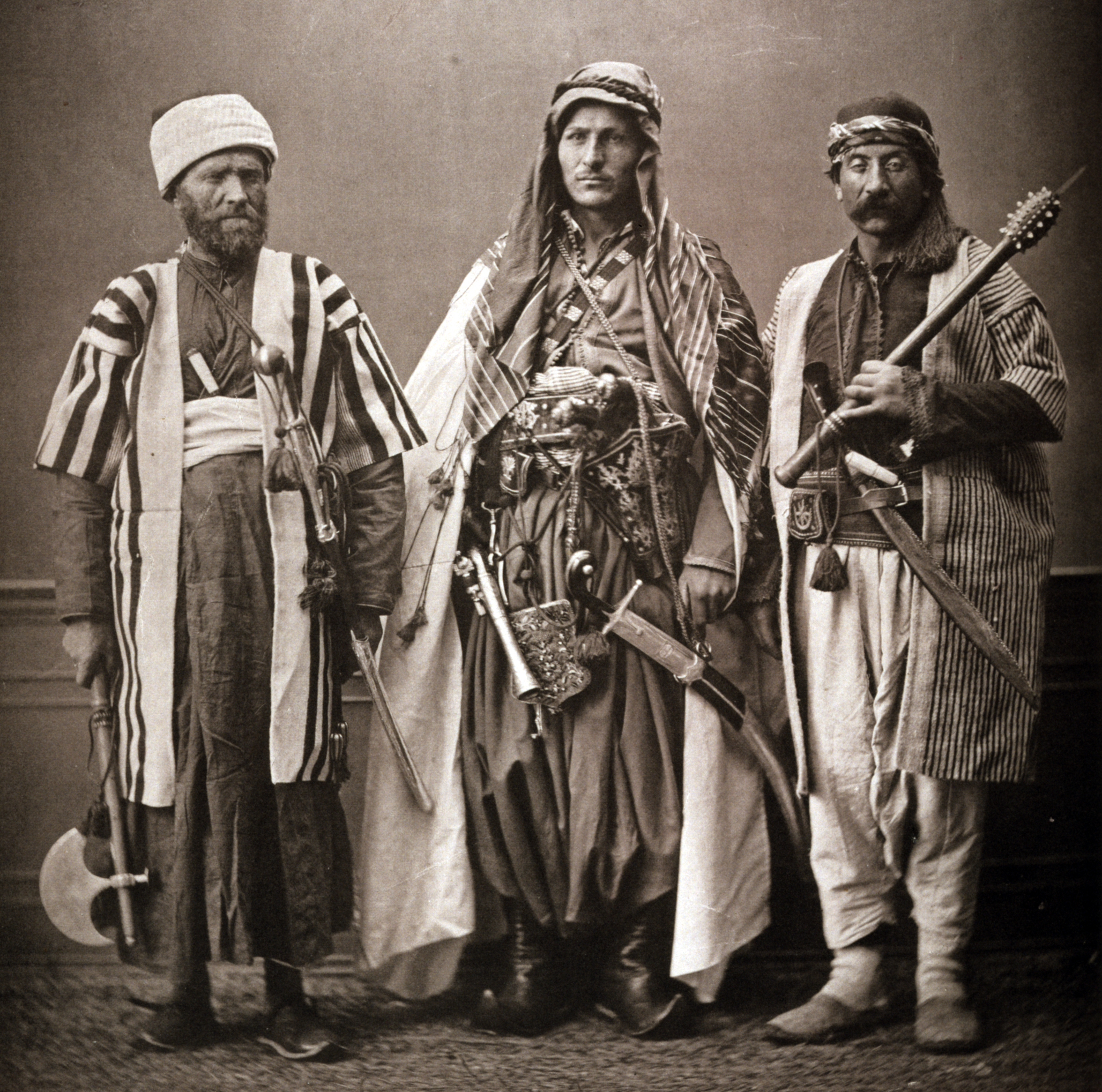
Moda siria
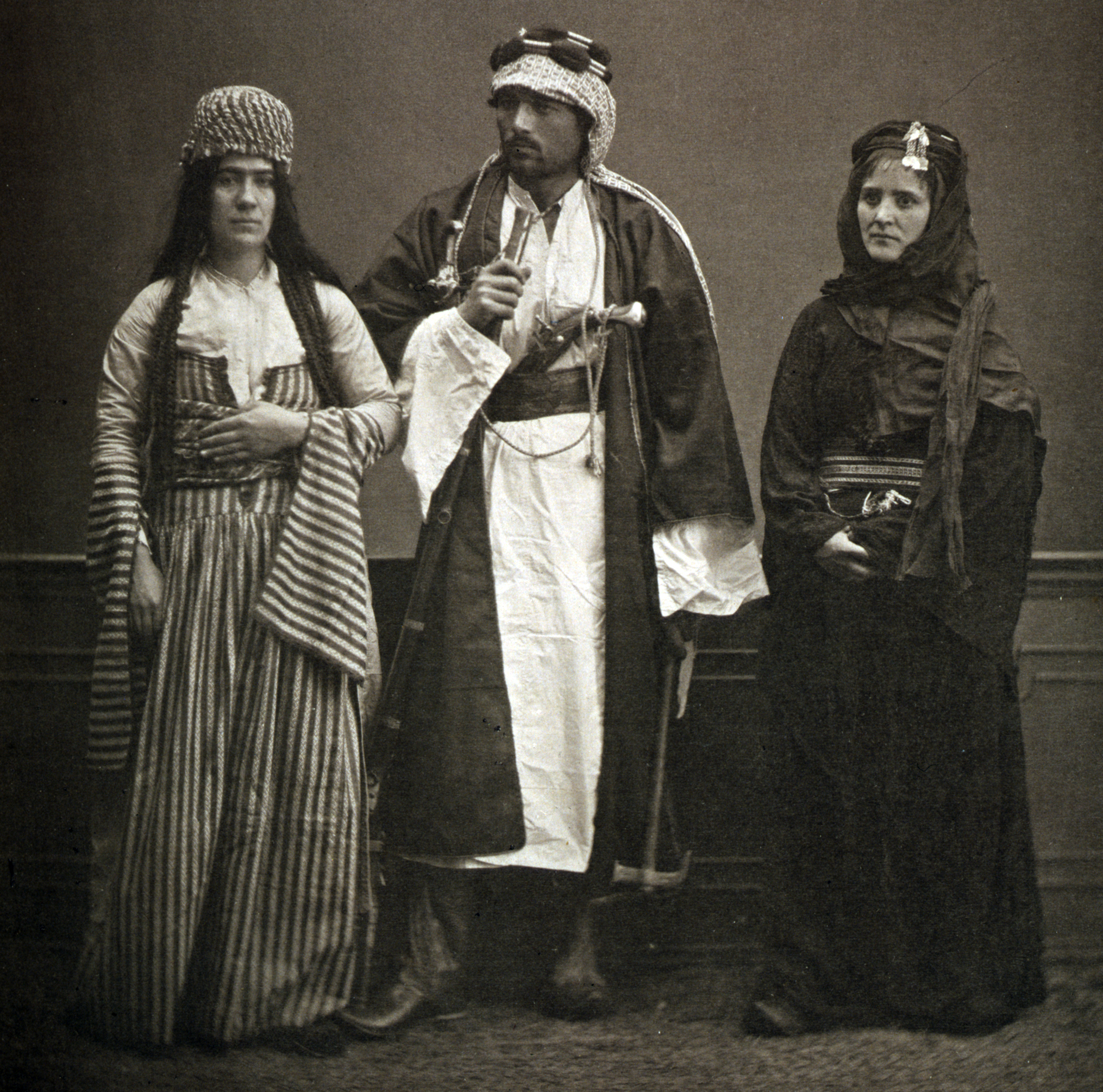
Beduinos de Alepo
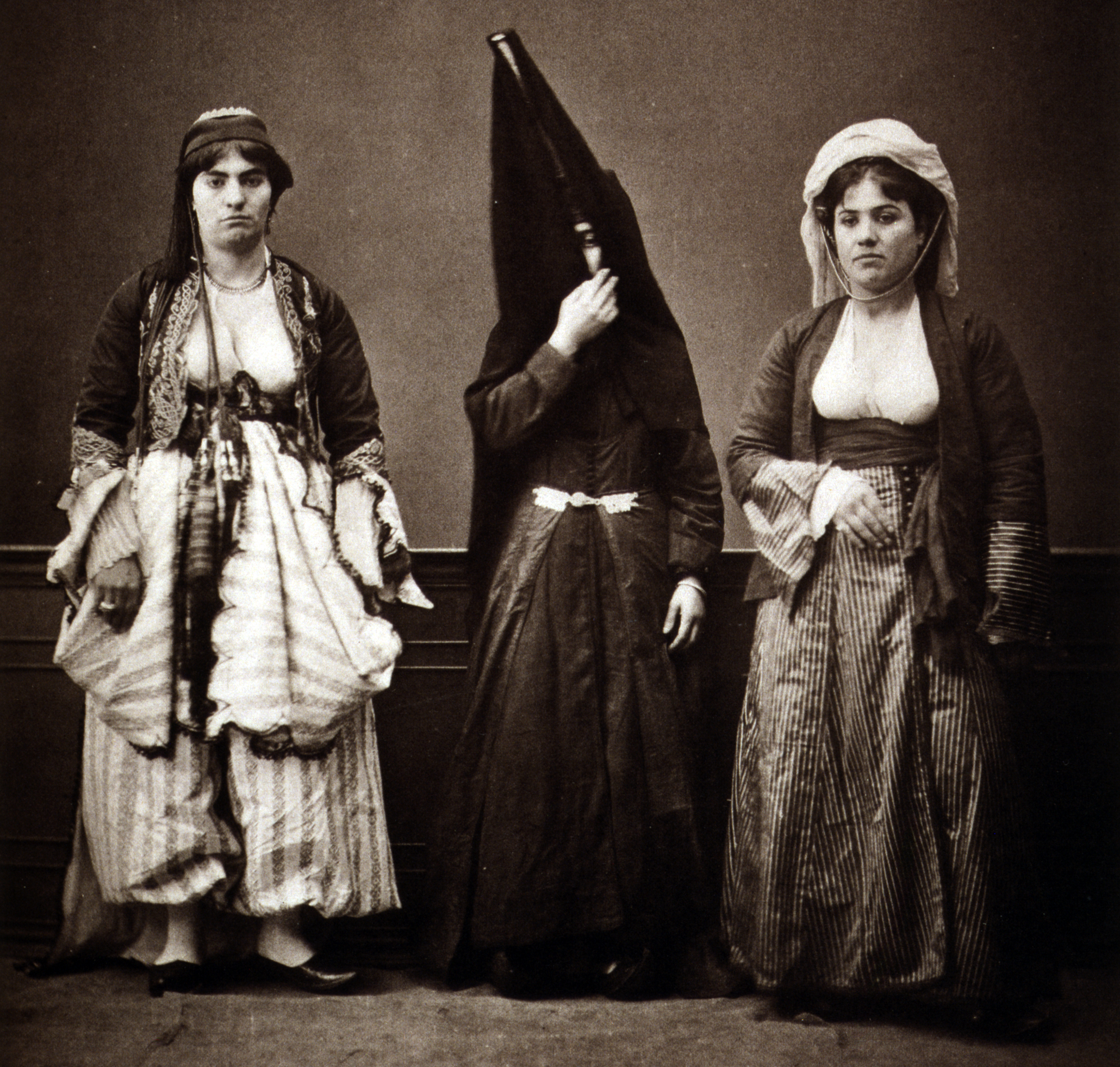
Moda de Zahlé, Líbano y Zgharta
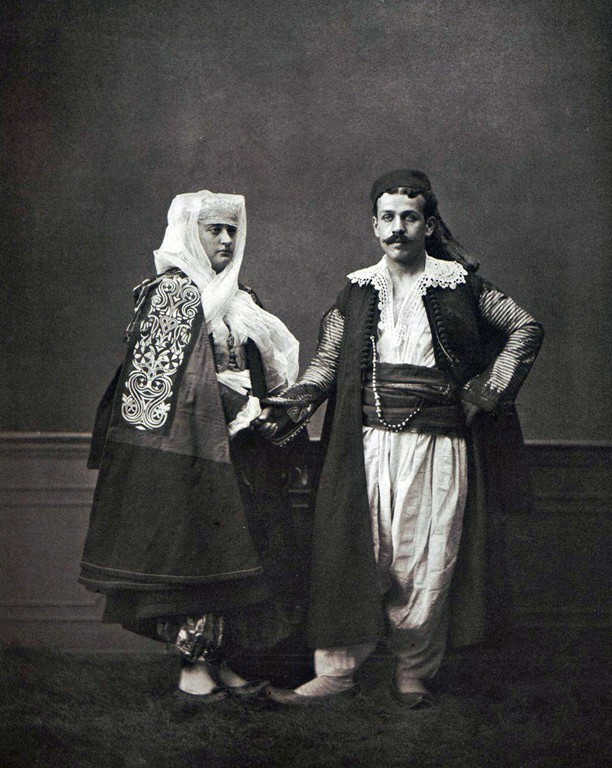
Pareja cristiana de Shkodra